# Andělská hora (Slavkovský les)
Andělská hora je čedičový kopec u obce Andělská Hora v okrese Karlovy Vary. Hora má nadmořskou výšku 721 metrů a na jejím vrcholku se nachází zřícenina hradu Andělská Hora. Geomorfologicky spadá do oblasti Karlovarská vrchovina, celku Slavkovský les, podcelku Hornoslavkovská vrchovina, okrsku Loketská vrchovina a podokrsku Stanovická vrchovina.

## Flóra
Vrch částečně porůstá suťový les, v němž jsou typickými druhy javor klen (Acer pseudoplatanus), jasan ztepilý (Fraxinus excelsior) a lípa malolistá (Tilia cordata). Kromě nich na vrchu  rostou růže převislá (Rosa pendulina), rybíz alpínský (Ribes alpinum), tařinka kališní (Alyssum alyssoides) a pavinec horský (Jasione montana). Cennými stanovišti jsou skalní terasy a polostinné skalní štěrbiny. Na nich na jaře kvetou početné populace mochny jarní (Potentilla verna), prvosenky jarní (Primula veris) a kokoříku vonného (Polygonatum odoratum). Později rozkvétá marunek barvířský (Cota tinctoria), divizna černá (Verbascum nigrum), rozchodník ostrý (Sedum acre), třezalka tečkovaná (Hypericum perforatum), netřeskovec výběžkatý (Jovibarba globifera) nebo lilie zlatohlavá (Lilium martagon). Nejcennějšími rostlinnými druhy Andělské hory jsou kapradinka skalní (Woodsia ilvensis) a lomikámen trsnatý křehký (Saxifraga rosacea subsp. sponhemica).